# Arvin Appiah
Arvin Amoakoh Appiah (* 5. Januar 2001 in Amsterdam, Niederlande) ist ein englischer Fußballspieler, der aktuell als Leihspieler von UD Almería bei CD Lugo spielt.

## Karriere

### Nottingham Forest
Der aus der eigenen Jugendakademie stammende Arvin Appiah debütierte am 30. Oktober 2018 für den englischen Zweitligisten Nottingham Forest bei einer 2:3-Niederlage bei Burton Albion im Achtelfinale des EFL Cup 2018/19 und erzielte dabei direkt seinen ersten Treffer für Forest. Am 1. Januar 2019 bestritt er seinen ersten Einsatz für Nottingham in der EFL Championship 2018/19 bei einem 4:2-Heimsieg über Leeds United. Ende Januar 2019 unterschrieb Appiah einen bis 2023 gültigen neuen Vertrag bei Nottingham Forest. Anfang September 2019 wechselte er für eine kolportierte Ablöse von 8 Mio. £ zum spanischen Zweitligisten UD Almería. 2021 wurde er an CD Lugo verliehen.